# Rhinocypha unimaculata
Rhinocypha unimaculata е вид водно конче от семейство Chlorocyphidae. Видът не е застрашен от изчезване.

## Разпространение
Разпространен е в Бутан, Индия (Асам, Дарджилинг, Сиким, Утаракханд, Химачал Прадеш и Чандигарх) и Непал.